# Historisches Wörterbuch der Philosophie
Historisches Wörterbuch der Philosophie (em português: Dicionário Histórico de Filosofia) é uma obra coletiva, editada por Joachim Ritter, Karlfried Gründer e Gottfried Gabriel, um dos mais importantes projetos realizados pela história dos conceitos alemã.

## Sobre
O Dicionário Histórico de Filosofia foi anunciado em 1967 na revista Archiv für Begriffsgeschichte, tendo como objetivo oferecer explicações para diversos conceitos filosóficos nos países de língua alemã. O Dicionário se preocupou com a história de problemas filosóficos considerados persistentes pelos seus praticantes, assim como a história dos termos técnicos ligados a estes problemas. Composta por treze volumes, a obra compreende mais de dezessete mil colunas de texto referentes aos 3.670 conceitos filosóficos abordados. A proposta metodológica de do Dicionário seguia os parâmetros do positivismo e da filosofia neokantiana, buscando eliminar os significados múltiplos e conflituosos para os termos filosóficos, substituindo-os por definições precisas e nomenclaturas uniformes a serem utilizadas por todos os filósofos. Por outro lado, a história dos conceitos, da forma como praticada no Dicionário Histórico de Filosofia, permanece muito próxima da história da filosofia, assim como foi desenvolvida pelos acadêmicos alemães desde o século XVIII.
O projeto foi iniciado coletivamente em 1971, editado por Joachim Ritter, Karlfried Gründer e Gottfried Gabriel, contando com a participação de mais de 1.500 acadêmicos profissionais para a sua realização. Trata-se de um dos mais importantes e bem sucedidos projetos editoriais na área da história dos conceitos alemã, tendo sido financiado pelo Ministério Federal de Educação e Pesquisa, localizado em Bonn, publicado pela editora Schwabe-Verlag, da Basileia, e está sob a responsabilidade da Academia de Ciências e Literatura em Mainz. Durante muito tempo, o Dicionário esteve intimamente ligado à Cátedra de História da Filosofia da Universidade Livre de Berlim, ocupada por Karlfried Gründer. Os conceitos abordados ao longo da obra possuem um interesse primordialmente filosófico, no entanto, é do interesse de áreas afins, como a teologia, a psicologia, a educação, a sociologia, a história, a política, o direito e a medicina. O texto do texto do Historisches Wörterbuch der Philosophie possui uma versão online que contém mais de 500 correções em relação à versão impressa.

## Volumes
- 1971 - Vol. 1 (A-C)
- 1972 - Vol. 2 (D-F)
- 1974 - Vol. 3 (G-H)
- 1976 - Vol. 4 (I-K)
- 1980 - Vol. 5 (L-Mn)
- 1984 - Vol. 6 (Mo-O)
- 1989 - Vol. 7 (P-Q)
- 1992 - Vol. 8 (R-Sc)
- 1995 - Vol. 9 (Se-Sp)
- 1998 - Vol. 10 (St-T)
- 2001 - Vol. 11 (U-V)
- 2005 - Vol. 12 (W-Z)
- 2007 - Vol. 13 (Índice)